# 亨特·里普利·罗林斯三世
亨特·里普利·罗林斯三世（英語：Hunter Ripley Rawlings III），生于1944年12月14日，美国古典学学者和学术管理人员。他于1987年-1995年担任爱荷华大学第十七任校长，又于1995年-2003年担任康奈尔大学第十任校长，之后于2005年-2006年和2016年-2017年期间又担任过康奈尔大学的临时校长。目前，罗林斯是该大学的荣誉主席兼古典学教授。
罗林斯曾于2011年6月1日-2016年4月担任过美国大学协会主席，亦曾担任过常春藤校长理事会主席。罗林斯是美国艺术与科学研究院和位于雅典的哈弗福德学院美国古典学研究学院及成员，并且是美国国家科学院基金会的董事会成员。

## 早期生活、家庭、以及职业
罗林斯自幼在弗吉尼亚州诺福克市长大，于1966年在哈弗福德学院以优异的成绩获得文学士学位，之后于1970年在普林斯顿大学进修并获得古典学哲学博士学位。从普林斯顿大学毕业以后，他就职于科罗拉多大学博尔德分校，于1980年升为正式教授。罗林斯在科罗拉多大学开始其学术管理工作并担任该大学古典学系的主任，后来成为教导处的副校监。1988年，罗林斯被任命为爱荷华大学的校长，其担任该职位直到1995年。罗林斯的妻子是伊丽莎白·T·罗林斯），后者是一名于北卡罗来纳州获得法语学位及美术硕士学位的专业翻译员。罗林斯夫妇有四个孩子及五个孙子，长女伊丽莎白现于美国国土安全部工作，长子亨特·罗林斯四世是《纽约时报》畅销书作家，曾任美国海军陆战队侦察兵。

## 康奈尔大学校长任期
罗林斯于1995年至2003年期间担任康奈尔大学校长。他善于集资，曾主持过几次大型资本募捐活动。在位期间，罗林斯创立几个新的教职員职位以及学术项目来支持本科生教育、新建几个学生宿舍以集中新生的校园位置（之前分散的宿舍曾被AI Sharpton等人抗议说有种族歧视因素）、并提升本科入学门槛。
罗林斯认为某些科学和工程领域（例如生物信息学、计算生物学、计算机与信息科学、基因学、材料科学等）在未来潜力重大，并因此筹建了威尔堂大楼（Weill Hall），其内部设有细胞与分子生物学研究所。他鼓励人文与社会科学领域之间的跨学科交流。他也曾主持了卡塔尔康奈尔医学院的建设协议。
罗林斯在其任康奈尔大学校长期间亦担任了古典学教授一职，并在校长任期结束后继续教学。顺带一提，在其任校长的最后两年里，罗林斯面向本科生开设了一门古典学课程。此外，罗林斯亦常常因为其对学生团体的放任态度及对康奈尔大学商业运作方面的过多关注收到了学多学生及毕业校友的批评。
2005年6月30日，罗林斯的继任者杰弗里·雷曼（Jeffrey Lehman）突然辞职，其又同意临时担任校长职务，直到找到替代者为止。2006年1月21日，戴维·斯科顿（和罗林斯一样曾同为爱荷华大学的校长）被任命为康奈尔大学下一任校长，于该年7月1号正式上任。
在斯科顿的继任者伊丽莎白·加勒特（Elizabeth Garrett）于2016年3月突然离世后，罗林斯再次被任命为临时总统，于同年4月25日上任。

## 学术研究
罗林斯的学术研究主要放在希腊历史及史学史上。他所发表的学术文章其中包括《修昔底德的历史构成》（The Structure of Thucydides’ History, Princeton University Press, 1981)

## 引用
1. ↑  .   [2010-10-10]. （原始内容存档于2010-05-30）.
2. ↑  .   [2019-10-16]. （原始内容存档于2016-04-21）.
3. ↑  .   [2019-10-16]. （原始内容存档于2016-07-01）.
4. ↑  .   [2019-10-16]. （原始内容存档于2017-11-07）.
5. ↑  .   [2019-10-16]. （原始内容存档于2016-04-21）.
6. ↑  .   [2019-10-16]. （原始内容存档于2019-10-16）.
7. ↑  .   [2019-10-16]. （原始内容存档于2020-12-01）.
8. ↑  .   [2019-10-16]. （原始内容存档于2019-08-09）.
9. ↑  Walters, Karen. . Cornell Chronicle.   [2019-10-16]. （原始内容存档于2021-02-02）.